# L'uomo più forte del mondo
 L'uomo più forte del mondo (titolo originale in inglese: The Strongest Man in the World) è un film commedia fantastico statunitense del 1975 prodotto dalla Walt Disney Productions e diretto da Vincent McEveety.

## Trama
La vicenda si svolge a Medfield, una piccola università americana nella quale erano ambientate le vicende del Computer con le scarpe da tennis e di Spruzza, sparisci e spara. Anche questo film prende le mosse da difficoltà finanziarie dell'università. Higgins, il rettore dell'università, sotto accusa per cattiva gestione finanziaria, scopre che le spese sono lievitate da quando la classe di scienze diretta dal Prof. Quigley ha affittato una vacca da latte alla quale vengono somministrati sperimentalmente dei mangimi per stabilire quale di questi ne incrementi maggiormente il peso corporeo. Infuriato Higgins si precipita nel laboratorio scientifico, licenzia Quigley, minaccia di espellere tutti gli studenti e infine esce dall'aula sbattendo violentemente la porta. Il colpo fa rovesciare una soluzione chimica, alla quale stava lavorando lo studente Dexter Riley, nel complesso di vitamine che un altro studente, Richard Schuyler, stava preparando per somministrarle alla vacca.
Gli studenti rilevano che la vacca, dopo aver assunto il mangime contaminato dalla soluzione di Dexter, ha prodotto un'enorme quantità di latte: oltre 80 galloni (circa 300 litri) più del quantitativo medio giornaliero. Dexter assume allora volontariamente un po' della soluzione e diventa enormemente più forte: abbatte la porta sulla quale ha bussato, tramortisce un dobermann che lo aveva aggredito, piega un lampione che ha urtato accidentalmente, eccetera. Dexter rivela allora l'acquisto dei suoi superpoteri al Prof. Quigley e questi al rettore Higgins. Quest'ultimo ne intuisce le potenzialità economiche, che potrebbero risolvere le difficoltà economiche nelle quali versa cronicamente l'università di Medfield. Il Prof. Higgins propone pertanto di vendere la formula alla ditta Crumply Crunch, specializzata nella produzione di cereali per colazione e in ciò concorrente della Krinkle Krunch, una ditta che oltretutto sponsorizza l'università statale a sua volta rivale tradizionale dell'università di Medfield.
Una talpa della Krinkle Krunch presso la Crumply Crunch avverte il presidente della Krinkle della novità e quest'ultimo cerca di correre ai ripari assoldando il gangster Arno perché rubi la formula dal laboratorio di Medfield. Ritenendo che il meccanismo d'azione sia contenuto nelle vitamine, i gangster rapiscono Richard Schuyler e lo portano a Chinatown dove, con l'uso della tortura cinese, cercano invano di fargli rivelare la formula; il ragazzo viene allora ipnotizzato perché torni nel laboratorio e procuri un campione della sostanza energetica. Richard consegna ai malviventi le vitamine dei suoi esperimenti (inefficaci perché non sono state trattate con la soluzione di Dexter); poi, per mancanza di lucidità si impadronisce di un'automobile della polizia, viene inseguito dagli agenti e gettato in prigione.
La vicenda si conclude durante una gara di sollevamento pesi fra gli atleti delle due università. I campioni dell'università statale appaiono fisicamente prestanti, quelli di Medfield in condizioni fisiche scadenti ma consapevoli di poter vincere grazie alla sostanza chimica di Dexter. L'agente segreto della Krinkle Krunch intuisce la verità e ruba le dosi che dovranno essere somministrate agli atleti di Medfield. Allora Dexter cerca di recarsi in automobile al laboratorio per produrre nuove dosi per i suoi compagni di università; l'automobile è tuttavia l'auto d'epoca del rettore, una vettura molto bella ma altrettanto lenta. Giunto finalmente al laboratorio Dexter si mette al lavoro; giunge però Arno accompagnato da dieci dei suoi scagnozzi. Dexter si libera di costoro, dopo aver acquistato i superpoteri con un sorso della soluzione, buttandoli giù tutti come birilli utilizzando la talpa della Krinkle come boccia. Sente poi per radio che mancano appena quattro minuti alla fine della gara di pesi nella quale la squadra di Medfield è in forte svantaggio. Dexter allora aggiunge un po' della sua soluzione al serbatoio della vettura e questa, acquistando una velocità straordinaria, vola come un aereo permettendo a Dexter di giungere in tempo per far vincere la gara alla propria squadra sollevando un peso di ben 1111 libbre (circa 504 kg). Higgins e Quigley conservano il loro lavoro, Arno finisce nuovamente in prigione.

## Storia
Il film è il terzo film scolastico dedicato alle vicende della fittizia università di Medfield, essendo stato preceduto da due film nei quali comparivano gli stessi personaggi e la stessa ambientazione: Il computer con le scarpe da tennis (1969) e Spruzza, sparisci e spara  (1972). Il 19 luglio 1974, poco dopo il termine delle riprese principali, moriva Joe Flynn, l'attore interprete del preside Higgins, uno dei protagonisti della serie. La prima del film avverrà il 6 febbraio 1975.

## Critica
L'uomo più forte del mondo ebbe complessivamente buone recensioni con alcune riserve nella parte centrale.
Per i Morandini L'uomo più forte del mondo è una «commedia d'azione di marca Walt Disney che comincia bene, prosegue a singhiozzo, e si rialza nel finale con effetti speciali comici che riscattano le forzature».
Per Leonard Maltin: «sono buoni l'inizio e la fine, ma anche i ragazzini lo troveranno noiosetto nella parte centrale».